# Кизлярское сельское поселение
Кизля́рское се́льское поселе́ние — муниципальное образование в Моздокском районе Республики Северная Осетия — Алания Российской Федерации.
Административный центр — село Кизляр.

## География
Муниципальное образование расположено в центральной части Моздокского района. В состав сельского поселения входит один населённый пункт. Площадь сельского поселения составляет — 65,99 км2.
Граничит с землями муниципальных образований: Луковское сельское поселение на севере, Киевское сельское поселение на востоке,  Предгорненское сельское поселение на юге и Раздольненское сельское поселение.
Сельское поселение расположено на Кабардинской равнине в степной зоне республики. Рельеф местности преимущественно волнистый равнинный, со слабыми колебаниями высот. Вдоль долины реки Терек тянется понижающийся с запада на восток обрывы Терского кряжа. Перепады относительных высот составляют около 20-30 метров. Средние высоты на территории муниципального образования составляют около 155 метров над уровнем моря.
Гидрографическая сеть представлена в основном рекой Терек. Через территорию сельского поселения проходят артерии Малокабардинского канала и его ответвления — 1-й Кизлярский канал.
Климат влажный умеренный. Среднегодовая температура воздуха составляет +10,7°С. Температура воздуха в среднем колеблется от +23,5°С в июле, до -2,5°С в январе. Среднегодовое количество осадков составляет около 550 мм. Основное количество осадков выпадает в период с мая по июль. В конце лета часты суховеи, дующие территории Прикаспийской низменности.

## История
Статус и границы сельского поселения установлены Законом Республики Северная Осетия-Алания от 5 марта 2005 года № 16-рз «Об установлении границ муниципального образования Моздокский район, наделении его статусом муниципального района, образовании в его составе муниципальных образований - городского и сельских поселений и установлении их границ»

## Население
| 2002    | 2010    | 2011    | 2012    | 2013    | 2014    | 2015    |
| ------- | ------- | ------- | ------- | ------- | ------- | ------- |
| 8395    | ↗10 813 | ↗10 815 | ↗10 940 | ↗11 137 | ↗11 310 | ↗11 378 |
| 2016    | 2017    | 2018    | 2019    | 2020    | 2021    | 2023    |
| ↗11 426 | ↗11 439 | →11 439 | ↘11 410 | ↗11 436 | ↘10 923 | ↗10 970 |
| 2024    | 2025    |         |         |         |         |         |
| ↗11 002 | ↗11 037 |         |         |         |         |         |

Процент от населения района — 13.57 %
Плотность — 167.25 чел./км2.

## Состав поселения
| № | Населённый пункт | Тип населённого пункта       | Население | Доля от населения (%) |
| - | ---------------- | ---------------------------- | --------- | --------------------- |
| 1 | Кизляр           | село, административный центр | ↗11 037   | 100 %                 |

## Местное самоуправление
Администрация Кизлярского сельского поселения — село Кизляр, ул. Первомайская, 47.
Структуру органов местного самоуправления сельского поселения составляют:
- Глава сельского поселения — Алашев Заур Русланович.
- Администрация Кизлярского сельского поселения — состоит из 8 человек.
- Совет местного самоуправления Кизлярского сельского поселения — состоит из 15 депутатов.